# The Flood (Band)
The Flood ist ein deutsches elektronisches Musikprojekt.

## Geschichte
The Flood wurde 1995 von Markus Hof, Erich Singula, Florian Eckert, Martin Kubetz und Klaus Freisinger als Progressive-Rock-Band gegründet. Nach anfänglichen Erfolgen und der CD High Above schlief das ursprüngliche Projekt nicht zuletzt durch den Weggang zweier Bandmitglieder langsam ein. Um die Jahrtausendwende hat sich der Stil, vor allem durch die Zusammenarbeit des immer noch aktiven Gründers Markus Hof mit dem Gitarristen Tom Haubner in Elektro-Rock geändert.
Nach einer langjährigen Schaffenspause reaktivierte Markus Hof 2011 The Flood wieder, änderte die Stilrichtung in Dark Electro-Pop / Future Pop und nahm im Alleingang die EP Something in the Way auf, die in der Fachpresse durchwegs gute Kritiken bekam. Mitte 2012 stieß Thomas Haubner wieder dazu, um live an einigen Konzerten mitzuwirken.
2013 wurde The Flood von Danse Macabre Records unter Vertrag genommen. Im Oktober 2013 erschien die CD In Love or Despair, die in Zusammenarbeit mit Manuel G. Richter entstand. Dieses Album war auf Platz 10 in den Deutschen Alternativ Charts und 2013 und 2014 mehrere Wochen in den European Alternative Charts (Höchster Platz: 2 im Januar 2014).

## Stil
Markus Hof setzt Elemente des Dark Wave, Elektropop und Progressive Rock sowie moderne Beats in ein Spannungsverhältnis zum emotionalen Gesang und starker Melodielastigkeit.

## Diskografie
- 1997: High Above... The Deep Water (Album, Eigenvertrieb)
- 2012: Something in the Way (EP, Flutlicht Records / Eigenvertrieb / CDBaby)
- 2013: In Love or Despair (CD, Danse MacabreRecords / Alive)